# ۳۰۱ (میلادی)
۳۰۱ (میلادی) سیصد  و یکمین سال تقویم میلادی است.

## درگذشتگان
‎